# Lérouville
Lérouville è un comune francese di 1 515 abitanti situato nel dipartimento della Mosa nella regione del Grand Est.

## Società

### Evoluzione demografica
Abitanti censiti